# Vùng Hướng đạo châu Phi (WOSM)

Huy hiệu vùng của Vùng Hướng đạo châu Phi. Các quốc gia có màu đen trên bản đồ là thành viên hoặc triển vọng là thành viên của Vùng trong khi các quốc gia có màu trắng là thành viên của Vùng Hướng đạo Ả Rập

Bản đồ các thành viên và thành viên triển vọng của Vùng Hướng đạo châu Phi

Vùng Hướng đạo châu Phi là văn phòng vùng của Văn phòng Hướng đạo Thế giới thuộc Tổ chức Phong trào Hướng đạo Thế giới có trụ sở tại Nairobi, Kenya với các văn phòng vệ tinh ở Cape Town, Nam Phi và Dakar, Sénégal. Vùng châu Phi phục vụ Hướng đạo tại Hạ-Sahara Phi châu và các đảo lân cận được Tổ chức Phong trào Hướng đạo Thế giới công nhận. Hiện tại, vùng có 35 thành viên là Hội hoặc Tổ chức Hướng đạo Quốc gia và 11 thành viên triển vọng. Có khoảng 1 triệu Hướng đạo sinh đăng ký tại châu Phi mặc dù ước lượng có đến gấp đôi con số đó trong vùng. Các quốc gia lớn Mali, Guinea-Bissau và Cộng hòa Trung Phi, và vài quốc gia nhỏ hơn chưa là thành viên của Tổ chức Phong trào Hướng đạo Thế giới vì nhiều lý do khác nhau.
Vùng này là đồng nhiệm của Vùng Nữ Hướng đạo châu Phi của Hội Nữ Hướng đạo Thế giới (WAGGGS).

## Hội Ái hữu Hướng đạo Liên Phi
Hội Ái hữu Hướng đạo Liên Phi (The Africa Network Scout Fellowship) là một diễn đàn mà các thành viên của Hội Hướng đạo Vương quốc Anh có quan tâm chú ý đặc biệt về châu Phi có thể chia sẻ hiểu biết, ý tưởng và kinh nghiệm. Diễn đàn cổ vũ sự mở rộng Hướng đạo quốc tế với một tiêu điểm đặc biệt là xây dựng tình hữu nghị tại các quốc gia Hạ-Sahara Phi châu. Nói chung các thành viên của Hội Ái hữu Hướng đạo Liên Phi đã có kinh nghiệm tại Angola, Botswana, Cameroon, Gambia, Ghana, Kenya, Malawi, Namibia, Nigeria, Seychelles, Sierra Leone, Nam Phi, Tanzania, Uganda và Zimbabwe.
Hội Ái hữu Hướng đạo Liên Phi hỗ trợ tất cả các ngành của phong trào Hướng đạo, trong một hoạt động đa dạng - thả bè vượt suối, sáng kiến cộng đồng, leo núi, thám hiểm.
Hội Ái hữu Hướng đạo Liên Phi cổ vũ tích cực các cuộc thám hiểm tất cả các phần của Hạ-Sahara Phi châu và trợ giúp mọi khía cạnh cho một cuộc thám hiểm, từ hoạch định ban đầu đến các trại huấn luyện theo kiểu Anh, đến chính cuộc thám hiểm thật sự. Các cuộc hội họp của Hội Ái hữu Hướng đạo Liên Phi được tổ chức tại nhiều nơi khắp Vương quốc Anh.

## Các Trại Họp bạn Vùng toàn Phi châu

Vùng điều hành và bảo trợ các Trại Họp bạn phạm vi vùng tại các quốc gia thành viên. Các trại họp bạn đã qua như sau:
- Trại Họp bạn toàn Phi châu lần thứ nhất-
- Trại Họp bạn toàn Phi châu lần thứ hai -Kaazi, Uganda năm 1989
- Trại Họp bạn toàn Phi châu lần thứ ba -
- Trại Họp bạn toàn Phi châu lần thứ tư -
- Trại Họp bạn toàn Phi châu lần thứ năm -Mozambique- 25/07 đến 01/08/2006